# Randy Oveneke
Randy Oveneke, né le 3 janvier 1986 à Anvers en Belgique, est un entraîneur belge et ancien joueur international de basket-ball. Il a évolué au poste d'ailier jusqu'à la fin de sa carrière en 2019.

## Biographie

### Carrière de joueur

#### En club
En juin 2019, Oveneke s'engage avec le Royal IV Brussels en deuxième division, mais quitte le club avant le début de la saison, après avoir reçu une offre pour devenir adjoint de Christophe Beghin aux Antwerp Giants en août.

#### En sélection nationale
Oveneke fait son début en équipe de Belgique le 3 septembre 2008 contre le France lors de la première journée des qualifications pour l'EuroBasket 2009.

### Carrière d'entraîneur

#### Entraîneur adjoint des Telenet Giants Antwerp (2019-2022)
Après avoir quitté prématurément le Royal IV Brussels et mis fin à sa carrière de joueur, il rejoint les Antwerp Giants en août 2019 en tant qu'entraîneur adjoint de Christophe Beghin. Aux côtés de Beghin il remporte la Coupe de Belgique face au Spirou en mars 2020, quelques jours avant les premières restrictions liées au Covid. En mai 2021 Oveneke et Beghin prolongent leurs contrats d'un an pour la saison 2021-2022. Alors que les résultats sportifs des Giants ne satisfont pas les dirigeants, Christophe Beghin est licencié en janvier 2022. Oveneke est conservé et devient adjoint du nouvel entraîneur Luc Smout (nl).

#### Entraîneur adjoint du Brussels Basketball (2022-)
En fin de contrat aux Giants, Oveneke ne prolonge pas et rejoint Jean-Marc Jaumin au Brussels Basketball en tant qu'adjoint en juin 2022. À la suite du départ de Jaumin en été 2023, il décide de rester au Brussels et de rester adjoint aux côtés de Serge Crèvecoeur, entraîneur qu'il a connu en tant que joueur lors de son passage au club en 2012.